# 細川利永
細川 利永（ほそかわ としなが）は、江戸時代末期の大名、明治時代の華族。位階爵位は従三位子爵。
肥後肥後新田藩（高瀬藩）の第10代（最後）藩主、同藩初代知事。

## 生涯
文政12年（1829年）1月24日、第8代藩主・細川利愛の三男として生まれる。嘉永6年（1853年）5月に従兄で第9代藩主の利用の養子となり、安政3年（1856年）7月21日に利用が隠居したため跡を継いだ。同年12月に従五位下、若狭守に叙任する。
元治元年（1864年）4月、神田橋御門番、慶応元年（1865年）7月、佃島砲台警備などを務めた。慶応4年（1868年）7月25日、藩名を高瀬と改名する。明治2年（1869年）、同族の宇土藩と共に大原口警護を務めた。明治3年（1870年）9月4日、廃藩となり、その所領は本家熊本藩に合併された。明治17年（1884年）7月8日、子爵に列する。
明治34年（1901年）4月19日に死去した。享年73。

## 栄典
- 1901年（明治34年）4月18日 - 従三位[1]

## 家族
父母
- 細川利愛（実父）
- 山川氏 - 側室（実母）
- 細川利用（養父）

妻
- 宇津錫子[注釈 1] ー 宇津忠誠[2]の三女

子女
- 細川利義、生母は錫子
- 水野忠宝、生母は錫子
- 細川同子[3]（長女） - 子爵戸田康泰夫人、後に子爵細川利文夫人、生母は錫子

養子
- 細川利祐 - 細川利用の三男
- 細川利文[注釈 2] - 伯爵園基祥の次男